# Liste d'institutions béninoises
Cette page dresse une liste d’institutions politiques béninoises.
Conformément à la Constitution du 11 décembre 1990, le Bénin dispose huit institutions à savoir : présidence de la République, Assemblée nationale, Cour constitutionnelle, Cour suprême, Haute Cour de justice, Conseil économique et social, Haute Autorité de l’audiovisuel et de la communication, grande chancellerie de l'ordre national du Bénin.
Les autres institutions sont créées soient par des lois légiférées par l’Assemblée nationale ou soit par des décrets pris en conseil des ministres par le président de la république du Bénin.

## Pouvoir exécutif
- Président de la République, chef de l'État, chef de gouvernement
  - Ministre d'État
  - Ministre
  - Ministre délégué
  - Secrétaire général du gouvernement

## Pouvoir législatif
Assemblée nationale : composée de 83 députés

## Pouvoir judiciaire
- Juridictions civiles
  - Tribunal d'instance
  - Tribunal de grande instance
  - Tribunal de commerce
- Juridictions pénales
  - Tribunal correctionnel
  - Cour d’assises
  - Cour d'assises d'appel
- Juridictions administratives
  - Tribunal administratif
  - Cour administrative d'appel

- Juridictions politiques
  - Haute Cour de justice

## Collectivités territoriales
- Conseil municipal
- Conseil communal

## Administrations territoriales
- Préfecture de département

## Autres
- Conseil économique et social
- Organe de médiation de la présidence
- Grande chancellerie de l’ordre national du Bénin
- Cour des comptes
- Institut national de la statistique et l'analyse économiques (INSAE)
- Banque internationale du Bénin
- Commission nationale de l'informatique et des libertés (CNIL)
- Haute autorité de l’audiovisuel et de la communication (HAAC)
- Agence nationale pour l'emploi (ANPE)